# 毛梗罗浮槭
毛梗罗浮槭（学名：Acer fabri var. virescens）为槭树科枫属下的一个变种。

## 扩展阅读
- 維基物種上的相關：毛梗罗浮槭